# Прыгун Брауна
Прыгун Брауна (лат. Callicebus barbarabrownae) — вид приматов семейства Саковые. Считается, что в дикой природе осталось не более 250 взрослых представителей этого вида.

## Описание
Этот вид входит в одну группу с Callicebus melanochir, Callicebus nigrifrons, Callicebus personatus и Callicebus coimbrai. Надбровные вибриссы чёрные, лоб, макушка и уши светлые, туловище по бокам кремовое, спина более тёмная, горло, грудь и брюхо светло-кремовые, хвост в основном оранжевый (основание хвоста желтоватое), кожа чёрная. От C. melanochir отличается светлым окрасом головы и груди, от C. nigrifrons, C. coimbrai и C. personatus более светлым окрасом лба и макушки.

## Поведение
Как и остальные прыгуны, этот вид всеяден, в рационе листья, фрукты, мелкие животные. Образует небольшие семейные группы, каждая группа достаточно агрессивно защищает свою территорию.

## Распространение
Представители вида предпочитают селиться в каатинге. На землю спускаются редко. Встречаются только в Бразилии, на побережье Атлантического океана в штатах Баия и Сержипи. Большая часть популяции сосредоточена между реками Парагвасу на севере и Сальвадор на юге. На западе ареал простирается до Миророс.